# Mata-mata (jogo)
O Mata-Mata é um tipo de jogo de bilhar. São quatro bolas vermelhas, quatro amarelas e uma branca (em alguns lugares as cores são diferentes, mas essas são as mais usadas). Os jogadores devem encaçapar (matar) as bolas de uma mesma cor batendo apenas na bola branca.
Vence quem primeiro encaçapar todas as bolas da mesma cor. Comparado com a sinuca, o mata-mata possui regras bem mais simples e geralmente é jogado em mesas menores: 2,10 m X 1,05 m (não sendo difícil encontrar mesas menores ainda).

## Regras do Mata-Mata
Sinuca duas cores
(Vermelho e Amarelo)
1 - Do jogo:
1 .1 - O número de partidas deve ser de acordo a opção dos jogadores antes do início da primeira partida.
Exemplos: 
- Melhor de 3 - Quem vencer 2 partidas primeiro ganha o jogo.
- Melhor de 5 - Quem vencer 3 partidas primeiro ganha o jogo. Melhor de 7 - Quem vencer 4 partidas primeiro ganha o jogo. Melhor de 9 - Quem vencer 5 partidas primeiro ganha o jogo.
1.2 - Dois jogadores ou duas duplas
1.3 - A finalidade da partida é encaçapar todas as bolas de um grupo (4 bolas da mesma cor).
1.4 - A saída será definida por sorteio ou acordo entre os adversários. O jogador a dar a saída definirá o seu grupo de bolas dependendo da primeira bola a ser acertada com a bola branca.
- Se acertar primeiro o grupo vermelho, este será o seu grupo de bolas que deverá ser seguido por toda a partida
2 - Da colocação inicial das bolas
2.1 - A bola branca deverá ser posicionada no centro da mesa.
2.2 - As demais bolas deverão ser posicionadas intercalando as cores sendo posicionada 2 bolas em cada lateral da mesa.	

3 - Da tacada
3.1 - A tacada só será considerada encerrada quando todas as bolas afetadas por ela cessarem seu movimento.
3.2 - Para prosseguimento da jogada, em caso de encaçapamento, será considerada sempre a última bola a cair na caçapa.
3.2.1 - Caso o jogador encaçape uma bola de seu grupo de bolas. ele continuará jogando até e não consiga encaçapar nenhuma bola de seu grupo ou cometa alguma falta.
3.2.2 - Caso no seguimento da tacada a bola branca venha a ser encaçapada, o jogador cederá a vez ao adversário quem terá duas chances para matar a sua próxima bola.
3.2.2.1 - Caso nesta mesma tacada alguma bola do seu grupo tenha sido encaçapada, esta deverá voltar a mesa e deverá se posicionada na lateral mais próxima a caçapa em que tenha caído.
3.2.3 - Caso no seguimento da tacada uma bola do adversário seja encaçapada, o jogador cederá a vez ao adversário quem terá duas chances para matar a sua próxima bola.
3.2.4 - Caso no seguimento da tacada a bola branca não acerte nenhuma bola da mesa o jogador cederá a vez ao adversário quem terá duas chances para matar a sua próxima bola.

4 - Da vitória do jogo
4.1 - Quando um jogador encaçapar todas as bolas do seu grupo, não tendo mais nenhuma bola do adversário na mesa, este jogador ganhará a partida.